# Textricella vulgaris
Textricella vulgaris är en spindelart som beskrevs av Forster 1959. Textricella vulgaris ingår i släktet Textricella och familjen Micropholcommatidae. Inga underarter finns listade i Catalogue of Life.